# توفيق السمعاني
توفيق السمعاني (1904-1982م) أديب وصحافي عراقي، ونائب عن مدينة الموصل عدة دورات، وصاحب جريدة الزمان البغدادية، التي صدرت في العهد الملكي بداية شهر آيار عام 1937م،حتى عام 1963م.

## السيرة
ولد توفيق بهنام يونان السمعاني عام 1904م، في بعشيقة إحدى نواحي مدينة الموصل، وفي طفولته التحق بالمدارس الكهنوتية المسيحية، ونشأ فيها حتى اتقن اللغة السريانية وتخرج منها وكانت تابعة لأحد الاديرة في مسقط رأسه، ولكنه في عام 1922م، غادر إلى بغداد فارتاد مدرسة أهلية، وبعدها التحق بكلية الحقوق ثم اتجه نحو الصحافة والعمل السياسي.

## مكتبة توفيق السمعاني
قد أنشأ السمعاني في بغداد. عام 1924م، مكتبة خاصة به، كانت تضم زهاء (8000) مجلد في العربية والافرنجية والسريانية، وهي تتناول موضوعات مختلفة: الآدب، التاريخ، البلدان، الدين، الاجتماع، الاقتصاد، السياسة، القانون، وتمتاز باحتوائها على مجموعة من الموسوعات المتنوعة. ولهذا كانت مكتبته قد فاقت جميع المكتبات لما فيها من تلك المصادر والمراجع المهمة، وكان توفيق السمعاني يزور سوق السراي وشارع المتنبي فيرتاد المكتبة العصرية ويجلس فيها، ثم يقصد مكتبة المثنى، وهو صديق للجميع.

## عمله السياسي
كان توفيق السمعاني من أنصار حزب العهد، الذي يرأسه نوري السعيد،
وقد رشح نفسه كممثل عن مدينة الموصل في الانتخابات النيابية، فاصبح نائباً في البرلمان العراقي عدة دورات وهي:
- الدورة الانتخابية الثالثة عشرة/ من 24 كانون الثاني 1953 وحتى 28 نيسان 1954م.
- الدورة الانتخابية الرابعة عشرة/ من 9 حزيران 1954 حتى 3 آب 1954م.
- الدورة الانتخابية الخامسة عشرة/ من 16 ايلول 1954 حتى 27 آذار 1958م.

- الدورة الانتخابية السادسة عشرة/ من 10 آيار 1958 حتى 9 حزيران 1958م.

## عمله الصحافي
السمعاني مثقف وحواري دخل معترك الصحافة منذ شبابه، فقد عرف ببراعته في العمل الصحفي ومناورته في السياسة وتوازنه بين القوى السياسة التي إصطرعت في الساحة العراقية، إضافة إلى انه أجاد بكتاباته المتوازنة في إفتتاحيات المجلات والجرائد، فنتلمس فيها الرصانة والإعتدال، كما ساهم في إصدار وإدارة تحرير مجلات وصحف عدة فمنها:
- أسهم في إصدار (مجلة الزنبقة) وذلك عام 1923م.
- محرراً في (جريدة البلاد) لصاحبها روفائيل بطي، حتى عام 1930م.
- مدير تحرير (جريدة صدى العهد،) وذلك عام 1931م، والتي حجبت حينها.
- فتولى تحرير (جريدة الطريق) عام 1933م.
- ثم تحرير (جريدة النداء) عام 1936م.[8]

## تأسيسه جريدة الزمان

العدد1 ،في 11تموز 1927م، من جريدة الزمان لصاحبها إبراهيم صالح شكر

لابد من الإشارة، ان أول صحيفة في العراق حملت اسم (جريدة الزمان)، هي جريدة الزمان، الذي كان صاحبها ورئيس تحريرها في آن واحد إبراهيم صالح شكر، وعاشت 44 عدداً.
بعد ذلك قام توفيق السمعاني وكنتيجة لتلك السنوات الطوال التي قضاها السمعاني بين مساهم ومحرر لتلك المجلات والجرائد، التي صقلت خبرته كصحافي لامع، وسياسي مناصر لحزب العهد بزعامة رئيس وزراء العراق آنذاك، ويبدوا ان الظرف المادي أصبح مشجعاً، فقد إمتلك السمعاني في هذا الوقت مطبعة أسماها (مطبعة الزمان) التي أدارها بعد وفاته نجله موفق السمعاني، كل هذا دفع توفيق السمعاني إلى تأسيس (جريدة الزمان) عام 1937م، وجاء في ترويستها في كشاف المجلات والصحف العراقية مايلي: جريدة الزمان: جريدة يومية سياسية صاحبها توفيق السمعاني، ورئيس تحريرها محمود نديم إسماعيل، ليستمر في إصدارها لأكثر من عقدين وتوقفت عن الصدور في شباط 1963م. وعدت هذه الجريدة من الصحف السياسية العراقية الكبيرة والطويلة العمر. حتى انها كانت مصدراً للأخبار والحوادث ولجلسات البرلمان العراقي في العهد الملكي، وخاصة في الاربعينيات والخمسينيات من القرن العشرين، مما جعلها تعد مصدراً من مصادر دراسة تاريخ العراق المعاصر، وذلك لكون السمعاني كان يستقطب اليها أهم الكتاب والأدباء والشعراء في تلك المرحلة، ومن ذوي الميول السياسية والدينية المختلفة، فكانت أعدادها زاخرة بقصائد رائعة لشعراء العراق الكبار آنذاك أمثال:الرصافي، والزهاوي، والشبيبي، والجواهري، إضافة إلى متابعة ونشر المحاضرات التي تلقى في النوادي الأدبية، والتي يقوم بها رجالات معروفون في حقول اختصاصهم أمثال: رضا الشبيبي، ومير بصري، وأنور شاؤول، والجمالي، وغيرهم. لقد حرر في جريدة الزمان أسماء لامعة وكلهم مثقفون في جيلهم في نواحي الأدب والسياسة، نذكر منهم: الشاعر والسياسي محمد رضا الشبيبي، والأديب طه الراوي، والكاتب الصحفي إبراهيم صالح شكر، والشاعر محمود الملاح، والسياسي كامل الجادرجي، والأديب محمد مهدي البصير، والصحفي الأديب سلمان الشيخ داود، وغيرهم.

## عمله في نقابة الصحفيين العراقيين
كان توفيق السمعاني قد بلغت شهرته في المجال الصحافي ذروتها، فلذلك تم إنتخابه نائباً لنقيب الصحفيين العراقيين ولدورتين متتاليتين وللسنوات من (1961-1963م).

## وفاته
توفي توفيق السمعاني في بغداد عام 1982م، ودفن فيها، عن عمر ناهز 82 عاماً.